# Anne Rintamäki
Anne Rintamäki, född 29 oktober 1963 i Lappo, är en finländsk företagare, polis och politiker (Sannfinländarna). Hon är ledamot av Finlands riksdag sedan 2023.
Rintamäki blev invald i riksdagsvalet 2023 med 5 502 röster från Vasa valkrets.